# جايمس ويست
جايمس ويست (بالإنجليزية: James West)‏، مدرب كرة قدم إنجليزي سابق، وهو المدرب الثاني في تاريخ نادي مانشستر يونايتد، أو نيوتون هيث كما سمي حينها (على الرغم من أن مصطلح «مدرب» أو «مدير فني» لم يكن مستخدما في ذلك الوقت)، وقد دربهم منذ عام 1900 وحتى عام 1903. عاصر ويست فترة مشاكل نيوتون هيث المالية وقربهم من الإفلاس، حتى تمت إعادة ميلاد النادي مجددا تحت اسم مانشستر يونايتد في 28 أبريل 1902.